# فرانک گریبه
فرانک گریبه (آلمانی: Frank Griebe؛ زادهٔ ۲۸ اوت ۱۹۶۴) فیلم‌بردار اهل آلمان است.
وی بیشتر به‌واسطه همکاری‌اش با کارگردان مشهور آلمانی تام تیکور شناخته می‌شود.
از فیلم‌هایی که وی در آن‌ها نقش داشته‌است، می‌توان به  قصه یک آدمکش، بهشت، پرنسس و سلحشور، بدو لولا بدو، کلاود اطلس و پرنده‌های مهاجر اشاره نمود.